# Spawning (jogos eletrônicos)
Nos video games, spawning é a criação ao vivo de um personagem, item ou mob. Respawning é a recriação de uma entidade após sua morte ou destruição, talvez após perder uma de suas vidas.
Todos os personagens de jogador tipicamente têm o spawn no começo de uma rodada, ao passo que alguns objetos ou mobs podem ter spawn após a ocorrência de um evento ou atraso particular. Quando um personagem de jogador tem respawn, ele geralmente o faz em um ponto anterior do nível, ou sofre algum tipo de penalidade.
O termo foi cunhado pela id Software no contexto de seu game Doom.

## Respawning inimigo
Em MMORPGs, é típico que monstros ou mobs de monstros tenham respawn contínuo, para permitir que todos os jogadores tenham uma chance de lutar. Alguns desses jogos implementam instâncias, que criam cópias temporárias do jogo e seus personagens, reservadas a um subconjunto de jogadores. Isto permite que cada subconjunto experiencie esta parte do jogo sem nenhuma interferência de penetras.